# Саратов-Южный
Саратов-Южный — бывший экспериментальный аэродром в городе Саратове. Испытательная база Саратовского авиационного завода, прекратившего существование в 2012 году. Расположен в южной части города в 9 км юго-западнее железнодорожной станции Саратов-1 и в 0,5 км западнее посёлка Лесопильный. Закрыт в 2010 году.

## История
Аэродром сооружен в 1938 году на расстоянии в 1,2-1,5 км от производственной площадки Саратовского авиационного завода. В годы Великой Отечественной войны аэродром имел две взлётно-посадочные полосы с твёрдым покрытием: длиной 760 и 570 м. Лётное поле имело размеры 1650х1220 м. В тех же границах аэродром оставался и впоследствии.
Построенные воздушные суда буксировали с авиазавода на аэродром по улице Томской через специальный железнодорожный переезд с подъемными проводами. Далее они поступали в корпус Б-6 аэродрома, где располагался цех покраски и доводки.
По состоянию на 2005 год, на территории аэродрома располагалось 3 взлетно-посадочные полосы:
- основная ВПП 04/22 с бетонным покрытием (год сооружения: 1982[3]);
- запасная ВПП с грунтовым покрытием;
- недействующая ВПП с бетонным покрытием (год сооружения: 1948[4]).

Помимо этого, на территории аэродрома располагалось 16 мест стоянки воздушных судов 16x16 м общей площадью 25600 м2 и 3 рулежные дорожки.
В 2009 году в связи с банкротством Саратовского авиазавода аэродром со зданиями и оборудованием был выведен с баланса ЗАО «САЗ» по остаточной балансовой стоимости 44 млн рублей и передан ЗАО «Аэродром Южный» с целью дальнейшей продажи. Рыночная стоимость земельного участка аэродрома (территория площадью 254 га) ориентировочно составляет 6 млрд рублей.
В 2010 году эксплуатация аэродрома прекращена. Радиотехническое и светосигнальное оборудование демонтировано.
30 апреля 2011 года закрыта авиационная метеорологическая станция «Саратов-Южный» (синоптический номер 34177), работавшая на аэродроме с 1942 года.

## Современное состояние
С 2011 года территория аэродрома предоставляется на договорной основе для проведения развлекательных мероприятий. Так, в 2011 и 2012 году в корпусе Б-6 аэродрома прошел фестиваль электронной музыки Hi-Tech Black Fest. Также, с 2012 по 2018 год на территории аэродрома проводились игры в лазертаг от клуба «Полигон-М».
11 августа 2013 года на территории аэродрома открылся автокинотеатр «Зона-51».
Места для стоянки воздушных судов используются для размещения автодромов.
В 2015 году на территории аэродрома началось строительство жилого комплекса «Радуга». В 2016 году началось строительство жилого комплекса «Южный».
По состоянию на 2017 год, все сооружения на территории аэродрома находятся в разрушенном состоянии. В единственном сохранившемся корпусе Б-6 располагается предприятие по производству котельных установок. Взлетно-посадочная полоса 04/22 демонтирована.

## Авиапроисшествия
4 апреля 1975 года при попытке совершить вертикальную посадку штурмовика Як-38 один из подъёмных двигателей не запустился, и самолёт упал на землю с высоты 20 метров. Лётчик-испытатель Михаил Дексбах получил серьёзную травму позвоночника.
4 марта 1976 года в штурмовике Як-38 произошло самопроизвольное срабатывание системы автоматического катапультирования. Лётчик-испытатель Владилен Хомяков не пострадал. Неуправляемый самолёт разбился.
24 июля 2009 года в 03:12 UTC (07:12 местного времени), утром, в простых метеоусловиях, при выполнении учебно-тренировочного полета в районе аэродрома «Саратов-Южный» потерпел катастрофу самолёт А-52 RA-0380G. Самолёт принадлежал частному лицу — командиру воздушного судна. Экипаж самолёта, в составе двух человек, погиб.